# Handball-Bundesliga 2013-2014
L'Handball-Bundesliga 2013-2014 è la 64ª edizione del torneo di primo livello del campionato tedesco di pallamano maschile.

## Squadre partecipanti
| Squadra                  | Città              | Arena                    | Capacità    |
| ------------------------ | ------------------ | ------------------------ | ----------- |
| Frisch Auf Göppingen     | Göppingen          | EWS Arena                | 4,300       |
| Füchse Berlino           | Berlino            | Max-Schmeling-Halle      | 8,500       |
| SC Magdeburgo            | Magdeburgo         | Bördelandhalle           | 7,782       |
| TuS Nettelstedt-Lübbecke | Lübbecke           | Kreissporthalle Lübbecke | 3,300       |
| HSV Amburgo              | Amburgo            | O2 World Hamburg         | 13,000      |
| HSG Wetzlar              | Wetzlar            | RITTAL Arena             | 4,412       |
| HBW Balingen-Weilstetten | Balingen           | Sparkassen-Arena         | 2,000       |
| Rhein-Neckar Löwen       | Mannheim           | SAP Arena                | 14,500      |
| SG Flensburg-Handewitt   | Flensburgo         | Flens-Arena              | 6,300       |
| TBV Lemgo                | Lemgo              | Lipperlandhalle          | 5,000       |
| THW Kiel                 | Kiel               | Sparkassen-Arena         | 10,250      |
| TSV Hannover-Burgdorf    | Hannover           | AWD Hall                 | 4,200       |
| MT Melsungen             | Melsungen          | Rothenbach-Halle         | 4,300       |
| TV Emsdetten             | Emsdetten          | Emshalle                 | 2,200       |
| VfL Gummersbach          | Gummersbach        | Eugen-Haas-Halle         | 2,100       |
| ThSV Eisenach            | Eisenach           | Werner-Aßmann-Halle      | 3,100       |
| GWD Minden               | Minden             | Kreissporthalle          | 4,059       |
| Bergischer HC            | Wuppertal Solingen | Uni-Halle Klingenhalle   | 4,100 2,600 |

## Classifica
| Pos | Team                     | Pld | W  | D | L  | GF   | GA   | GD   | Pts   |
| --- | ------------------------ | --- | -- | - | -- | ---- | ---- | ---- | ----- |
| 1   | THW Kiel                 | 34  | 29 | 1 | 4  | 1114 | 878  | +236 | 59:9  |
| 2   | Rhein-Neckar Löwen       | 34  | 28 | 3 | 3  | 1126 | 892  | +234 | 59:9  |
| 3   | SG Flensburg-Handewitt   | 34  | 26 | 2 | 6  | 1021 | 848  | +173 | 54:14 |
| 4   | HSV Amburgo              | 34  | 25 | 3 | 6  | 1082 | 978  | +104 | 53:15 |
| 5   | Füchse Berlino           | 34  | 22 | 2 | 10 | 953  | 882  | +71  | 46:22 |
| 6   | MT Melsungen             | 34  | 18 | 4 | 12 | 994  | 980  | +14  | 40:28 |
| 7   | SC Magdeburgo            | 34  | 17 | 5 | 12 | 995  | 939  | +56  | 39:29 |
| 8   | TSV Hannover-Burgdorf    | 34  | 14 | 4 | 16 | 918  | 986  | −68  | 32:34 |
| 9   | TBV Lemgo                | 34  | 13 | 5 | 16 | 1010 | 1060 | −50  | 31:37 |
| 10  | TuS Nettelstedt-Lübbecke | 34  | 13 | 4 | 17 | 917  | 972  | −55  | 30:38 |
| 11  | HSG Wetzlar              | 34  | 12 | 5 | 17 | 883  | 902  | −19  | 29:39 |
| 12  | Frisch Auf Göppingen     | 34  | 9  | 8 | 17 | 972  | 989  | −17  | 26:42 |
| 13  | VfL Gummersbach          | 34  | 11 | 4 | 19 | 902  | 969  | −67  | 26:42 |
| 14  | GWD Minden               | 34  | 9  | 6 | 19 | 905  | 976  | −71  | 24:44 |
| 15  | Bergischer HC            | 34  | 9  | 4 | 21 | 934  | 1010 | −70  | 22:46 |
| 16  | HBW Balingen-Weilstetten | 34  | 5  | 9 | 20 | 905  | 980  | −75  | 19:49 |
| 17  | ThSV Eisenach            | 34  | 6  | 1 | 27 | 841  | 1028 | −187 | 13:55 |
| 18  | TV Emsdetten             | 34  | 4  | 2 | 28 | 869  | 1072 | −203 | 10:58 |

## Risultati
|               | FAG   | BMU | BRG   | EIS   | EMS   | GWD   | HBW   | HSG   | HSV   | MTM   | RNL   | SCM   | SGF   | TBV   | THW   | TSV   | TUS   | VFL   |
| ------------- | ----- | --- | ----- | ----- | ----- | ----- | ----- | ----- | ----- | ----- | ----- | ----- | ----- | ----- | ----- | ----- | ----- | ----- |
| Göppingen     |       |     | 29–29 | 25–16 | 41–31 | 32–28 | 25–25 | 24–24 | 32–34 | 29–26 | 23–23 | 29–31 | 28–28 | 32–33 | 31–35 | 28–32 | 23–23 | 30–31 |
| BMU           |       |     |       |       |       |       |       |       |       |       |       |       |       |       |       |       |       |       |
| Bergischer    | 28–30 |     |       | 34–26 | 33–27 | 20–24 | 29–29 | 27–28 | 34–27 | 30–31 | 26–34 | 31–27 | 28–30 | 34–34 | 25–31 | 25–26 | 25–29 | 27–34 |
| Eisenach      | 25–23 |     | 33–26 |       | 26–28 | 28–26 | 29–24 | 27–28 | 32–39 | 27–31 | 19–42 | 20–26 | 23–31 | 32–32 | 23–29 | 28–29 | 29–32 | 26–30 |
| Emsdetten     | 27–32 |     | 22–34 | 24–25 |       | 24–23 | 25–25 | 25–25 | 31–37 | 27–34 | 32–44 | 25–36 | 22–29 | 23–33 | 25–40 | 28–31 | 27–23 | 25–27 |
| Minden        | 31–28 |     | 29–29 | 25–23 | 34–27 |       | 30–28 | 26–24 | 28–34 | 28–28 | 24–24 | 20–30 | 18–23 | 31–31 | 22–32 | 29–25 | 28–29 | 27–24 |
| Balingen      | 31–32 |     | 27–29 | 29–22 | 32–21 | 26–26 |       | 18–31 | 29–34 | 28–28 | 21–30 | 26–26 | 24–32 | 29–29 | 25–28 | 28–27 | 31–26 | 25–25 |
| Wetzlar       | 27–27 |     | 24–25 | 28–23 | 24–19 | 23–26 | 30–28 |       | 23–26 | 25–30 | 27–37 | 28–24 | 25–29 | 26–28 | 24–35 | 30–27 | 31–21 | 31–25 |
| HSV Amburgo   | 31–29 |     | 29–24 | 27–23 | 30–23 | 35–30 | 26–26 | 35–26 |       | 37–31 | 38–25 | 32–24 | 29–26 | 35–35 | 26–32 | 25–25 | 32–27 | 34–29 |
| Melsungen     | 33–31 |     | 34–29 | 29–23 | 31–24 | 28–23 | 24–22 | 24–32 | 33–35 |       | 27–30 | 31–31 | 25–30 | 33–32 | 30–29 | 32–26 | 28–28 | 30–32 |
| Löwen         | 42–31 |     | 35–28 | 30–27 | 39–24 | 33–29 | 37–30 | 34–23 | 32–31 | 41–28 |       | 32–26 | 29–22 | 35–27 | 29–26 | 37–19 | 37–24 | 36–22 |
| SC Magdeburgo | 31–34 |     | 31–20 | 35–20 | 30–24 | 38–31 | 27–28 | 33–25 | 19–29 | 31–31 | 29–27 |       | 33–34 | 34–31 | 32–25 | 30–26 | 35–23 | 25–25 |
| Flensburgo    | 25–24 |     | 34–15 | 43–24 | 33–26 | 35–28 | 30–22 | 23–19 | 31–29 | 35–23 | 23–27 | 38–28 |       | 39–26 | 34–30 | 27–22 | 31–20 | 35–23 |
| Lemgo         | 32–34 |     | 29–27 | 40–22 | 38–29 | 29–25 | 33–27 | 27–24 | 27–35 | 33–38 | 24–35 | 26–29 | 30–34 |       | 24–46 | 29–27 | 31–32 | 28–27 |
| Kiel          | 31–20 |     | 33–24 | 30–21 | 35–28 | 34–25 | 35–24 | 26–25 | 35–24 | 32–29 | 31–28 | 27–27 | 33–25 | 38–25 |       | 37–20 | 37–30 | 31–30 |
| Hannover      | 30–29 |     | 29–28 | 33–24 | 28–27 | 27–27 | 33–30 | 25–24 | 26–34 | 28–34 | 26–38 | 27–25 | 27–26 | 33–26 | 24–30 |       | 24–29 | 30–30 |
| Lübbecke      | 27–27 |     | 38–30 | 24–21 | 27–35 | 30–29 | 26–30 | 34–29 | 28–34 | 32–22 | 23–22 | 24–30 | 25–29 | 24–25 | 21–35 | 28–28 |       | 23–22 |
| Gummersbach   | 26–22 |     | 25–30 | 30–24 | 27–23 | 33–25 | 25–24 | 20–20 | 25–31 | 25–30 | 35–40 | 22–23 | 24–32 | 33–32 | 24–29 | 21–25 | 26–33 |       |